# Синтаксические структуры
«Синтакси́ческие структу́ры» (англ. Syntactic Structures) — лингвистическая работа, выпущенная Н. Хомским в 1957 году. Наряду с другими работами Н. Хомского, книга заложила основы теории порождающих грамматик и теории формальных языков. Год выхода работы в свет принято считать отправной точкой генеративной лингвистики:311. Выход в свет «Синтаксических структур» привёл к возникновению когнитивной науки:15.
Именно в «Синтаксических структурах» приводится впоследствии ставший знаменитым пример Colorless green ideas sleep furiously.

## Содержание работы
В «Синтаксических структурах», в отличие от работ дескриптивистов — представителей направления, за которым последовало развитие генеративной лингвистики, — внимание сосредоточено не на описании конкретных языков, а на проблеме построения общей теории, являющейся абстракцией от грамматик конкретных языков. Собственно же грамматика некоторого языка выступает некоторого рода механизмом, порождающим все грамматичные предложения этого языка и не порождающим ни одного неграмматичного:311—312. При этом критерием грамматичности предложения выступает его приемлемость для носителя данного языка, что делает возможным использование лингвистом самонаблюдения и собственной интуиции. Таким образом, по мнению Н. Хомского, задача грамматики состоит в моделировании деятельности носителя, а не в поиске регулярных элементов в речи:312, как полагали дескриптивисты.